# Арямнов, Андрей Николаевич
Андре́й Никола́евич Аря́мнов (бел. Андрэй Мікалаевіч Арамнаў; род. 17 апреля 1988, Борисов) — белорусский тяжелоатлет. Заслуженный мастер спорта Республики Беларусь (2008).
Олимпийский чемпион игр 2008 года в Пекине, чемпион мира 2007 года.
Европейские игры стран СНГ в Беларуси бронзовый призёр 2023 года. Обладатель мировых рекордов по тяжёлой атлетике в весовой категории до 105 кг.

## Спортивные достижения
В 2006 году на юниорском чемпионате мира выиграл серебряную медаль в категории до 94 кг, с суммой 393 кг. В 2007 году победил на юниорском чемпионате мира в категории до 105 кг, с суммой 407 кг.
В 2007 году стал чемпионом мира по тяжёлой атлетике в категории до 105 кг, с суммой 423 кг, установив мировой рекорд среди юниоров.
На олимпийских играх 2008 года в Пекине завоевал золотую медаль в категории до 105 кг, установив впервые в истории тяжёлой атлетики, сразу 3 мировых рекорда на олимпийском помосте в рывке — 200 кг, толчке — 236 кг, и по сумме рывка и толчка — 436 кг.
В 2010 году стал чемпионом Европы по тяжёлой атлетике в категории до 105 кг, показав в сумме двоеборья результат 420 кг (рывок 195 кг и толчок 225кг), но по результатам допинг-теста был лишён золотой награды. В крови спортсмена были обнаружены следы каннабиноидов.
В 2019 году на чемпионате Европы в Батуми завоевал серебряную медаль, собрав в сумме двух упражнений 411 кг. В упражнение рывок он завоевал малую бронзовую медаль (190 кг).
В сентябре на чемпионате мира в Паттайе, выступая в весе 109 кг, Андрей Арямнов завоевал серебро в сумме. Он показал результат 426 кг (198+228).

## Инциденты
В декабре 2008 Арямнов был задержан сотрудниками ГАИ за управление автомобилем в нетрезвом состоянии. За это он был оштрафован и лишён водительских прав.
Однако в феврале 2009 года он был снова задержан, управляя автомобилем в нетрезвом состоянии. В марте 2009 года решением Белорусского тяжелоатлетического союза Андрей Арямнов был дисквалифицирован на два года условно и лишён президентской стипендии. В этот же период в отношении него было возбуждено уголовное дело по ч. 2 ст. 317-1 УК РБ («Управление транспортным средством лицом, находящимся в состоянии алкогольного опьянения, передача управления транспортным средством такому лицу либо отказ от прохождения проверки»). В мае 2009 Борисовский межгарнизонный военный суд приговорил Арямнова к штрафу в 5 миллионов 250 тысяч рублей. В октябре 2009 года спортсмену вернули президентскую стипендию.
В 2017 году получил два года ограничения свободы без направления в исправительное учреждение за управление автомобилем в нетрезвом состоянии.

## Спортивные результаты
| Год  | Соревнование                 | Место проведения | Весовая категория | Рывок  | Толчок | Сумма двоеборья | Место |
| 2006 | Чемпионат мира среди юниоров | Ханчжоу          | до 94 кг          | 177 кг | 216 кг | 393 кг          | 2     |
| 2007 | Чемпионат мира среди юниоров | Прага            | до 105 кг         | 187 кг | 220 кг | 407 кг          | 1     |
| 2007 | Чемпионат мира               | Чиангмай         | до 105 кг         | 195 кг | 228 кг | 423 кг          | 1     |
| 2008 | Летние Олимпийские игры      | Пекин            | до 105 кг         | 200 кг | 236 кг | 436 кг          | 1     |
| 2010 | Чемпионат Европы             | Минск            | до 105 кг         | 195 кг | 225 кг | 420 кг          | DSQ   |
| 2014 | Чемпионат Европы             | Тель-Авив        | до 105 кг         | 184 кг | 212 кг | 396 кг          | 3     |
| 2018 | Чемпионат мира               | Ашхабад          | до 109 кг         | 182 кг | 210 кг | 392 кг          | 9     |
| 2019 | Чемпионат Европы             | Батуми           | до 109 кг         | 190 кг | 221 кг | 411 кг          | 2     |
| 2019 | Чемпионат мира               | Паттайя          | до 109 кг         | 198 кг | 228 кг | 426 кг          | 2     |